# Dambach-la-Ville
 Dambach-la-Ville (en alsacià Dàmbàch) és un municipi francès, situat a la regió del Gran Est, al departament del Baix Rin. L'any 1999 tenia 1.973 habitants. Limita amb Blienschwiller al nord, Dieffenthal al sud, Ebersheim a l'est, Epfig al nord-est, Saint-Pierre-Bois a l'oest, Reichsfeld al nord-oest i Scherwiller al sud.
Forma part del cantó d'Obernai, del districte de Sélestat-Erstein i de la Comunitat de comunes del Pays de Barr.

## Demografia
| 1962  | 1968  | 1975  | 1982  | 1990  | 1999  |
| ----- | ----- | ----- | ----- | ----- | ----- |
| 2.035 | 2.051 | 2.039 | 1.907 | 1.800 | 1.973 |

## Administració
| Període   | Identitat      | Partit |
| --------- | -------------- | ------ |
| 1971-1989 | Jean Gramling  |        |
| 1989-2001 | Albert Robach  |        |
| 2001-     | Gérard Zippert |        |

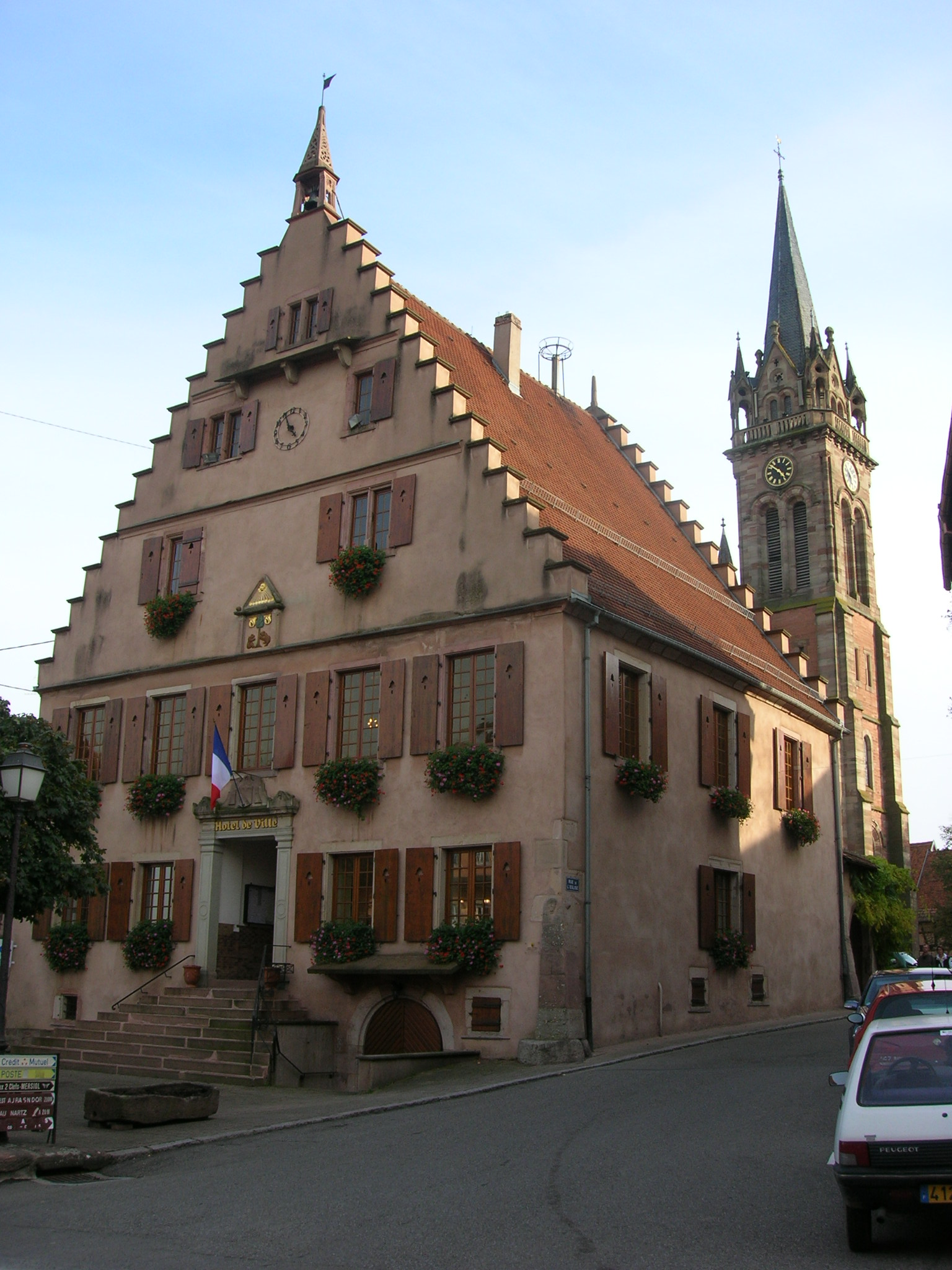
L'Hotel de la Vila
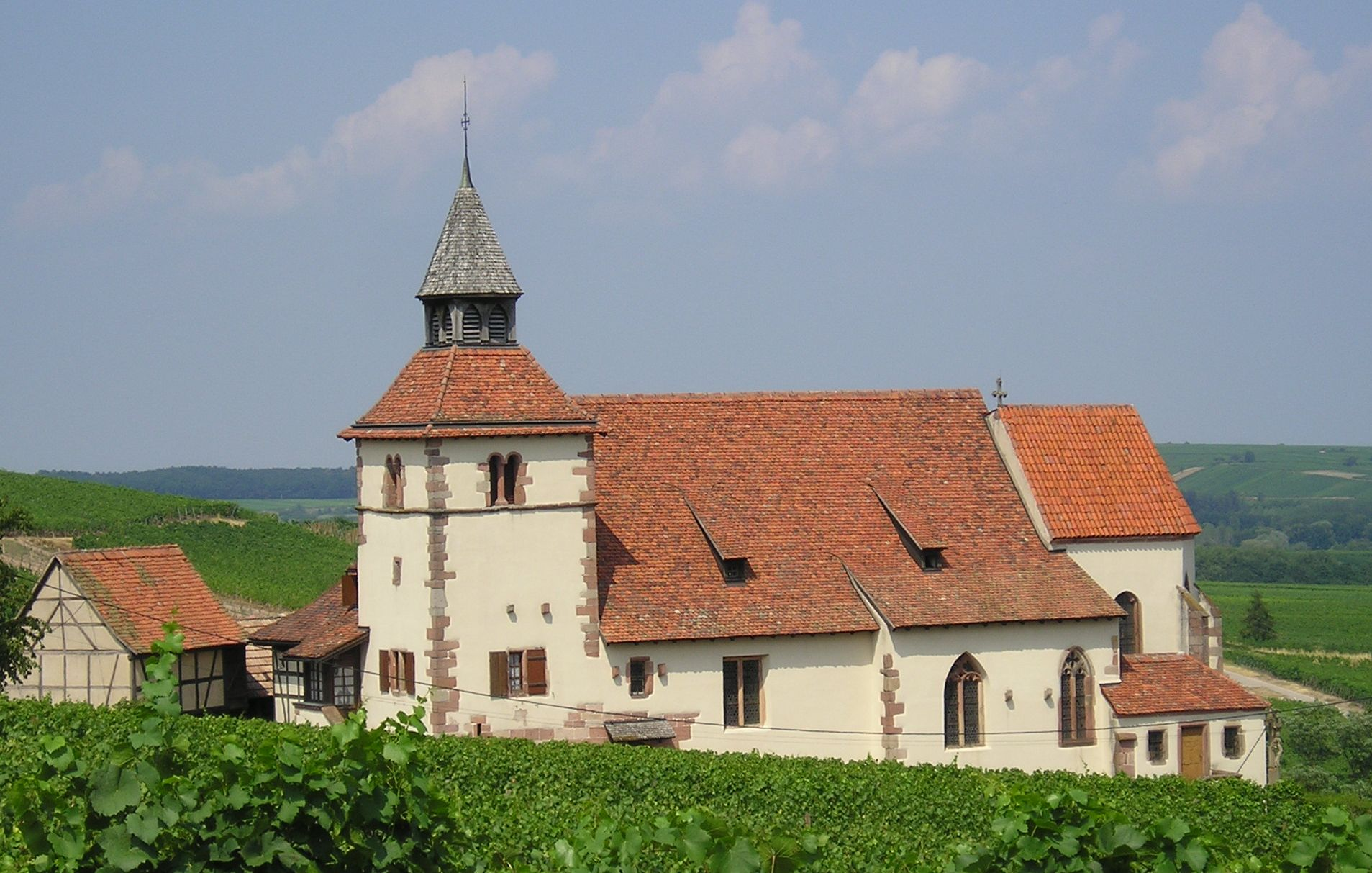
La Capella Saint Sébastien
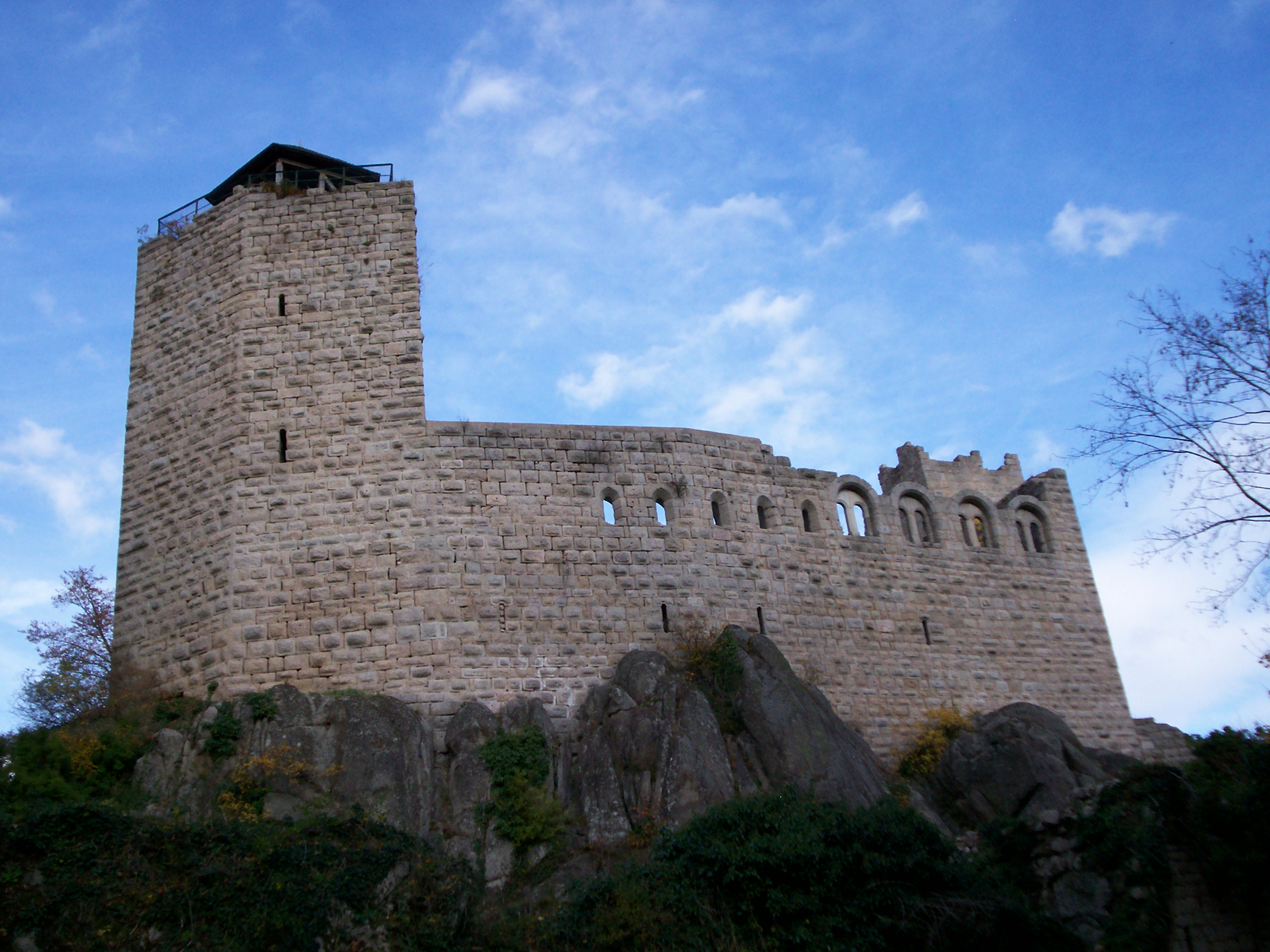
El Castell de Bernstein